# Tuodì
Tuodì era una catena italiana di punti vendita discount di proprietà di CESED S.p.A., con sede legale a Roma.
Questo canale è stato gestito tramite la società Dico S.p.A.. Fino ad aprile 2013 la Società, la cui sigla significava "Discount Coop", era controllata in modo congiunto da 7 delle 9 grandi cooperative del sistema Coop: Coop Adriatica, Coop Estense, Coop Consumatori Nordest, Coop Liguria, Coop Lombardia, Nova Coop e Unicoop Tirreno.
A partire dal 2013 è di proprietà del Gruppo TUO che cambia il suo nome da Dico in Tuodì.
Dal 2021 l'azienda ha avviato una progressiva dismissione dei vari supermercati, molti dei quali confluiti in altri marchi come IN'S Mercato, Conad (col marchio Todis) e Penny Market.
Nel mese di luglio 2023 la catena ha chiuso tutti i negozi rimanenti a marchio Tuodì, Fresco Market e InGrande. La stessa società ha aperto dei punti vendita Doreca Store per il commercio al dettaglio di alcolici e superalcolici al posto dei supermercati.

## Storia
Nel 1994 dall'unione di Coop Romagna-Marche, Coop Emilia-Veneto, Coop Estense, Coop Nordemilia, Coop Liguria, Coop Lombardia e Nova Coop nasce Sviluppo Discount S.p.A.. L'insegna Dico (DIscount COop) entra nel mercato discount del Nord Italia.
Nel 1999 Gestione Discount S.p.A., nata nel 1994 da Coop Toscana Lazio, si fonde con Sviluppo Discount. Con l'acquisizione di alcuni negozi TopDì, catena discount di Conad, e l'apertura di numerosi punti vendita Dico diventa una della più importanti catene discount nazionali.
Nel 2005 Sviluppo Discount acquisisce GeMa S.r.l. con i suoi 32 punti vendita in Veneto e Friuli Venezia Giulia a insegna DIX (insegna mantenuta fino al 2012). Due anni più tardi Dico Discount arriva ad essere presente in tutte le regioni italiane.
Nel 2010 avvicendamento ai vertici, il nuovo presidente è Zucchelli (già Coop Estense) che si avvale della collaborazione di Antonio Lanari, ex manager Eurospin, che si porta dietro uno staff della medesima provenienza. Segue una serie di scelte purtroppo rivelatesi in perdita. Parte il nuovo negozio online E-commerce.
Nel 2012 Sviluppo Discount S.p.A. diventa Dico S.p.A., e trasferisce la sede a Casalecchio di Reno, in provincia di Bologna, la stessa città che ospita la sede di Coop Italia. Inoltre, nei primi mesi dello stesso anno, i punti vendita con l'insegna DIX del Nordest passano all'insegna Dico.
Nell'aprile 2013 il Gruppo TUO rileva la catena Dico S.p.A. trasferendo la sede legale a Roma e dal 2014 al 2015 cambiando nome ai negozi denominati precedentemente Dico in Tuodì market e Tuodì superfresco.

### Concordato preventivo
Nel marzo 2017 è ufficializzata la forte crisi, decine di punti vendita vengono temporaneamente chiusi e i soci decidono di metterli all'asta.
Nel giugno 2017, il Gruppo annuncia un debito lordo complessivo di 450 milioni. A metà luglio, l'azienda presenta domanda di concordato preventivo in continuità e dispone la chiusura momentanea di 123 negozi in 14 regioni, pianificando una progressiva riapertura a partire da settembre, subordinata all'approvazione di un nuovo piano industriale o quantomeno di ristrutturazione del debito.
Ad ottobre 2017, 7 punti vendita della Liguria vengono ceduti per 9,2 milioni di euro a Penny Market.